# Paraliparis nassarum
Paraliparis nassarum är en fiskart som beskrevs av Stein och Fitch, 1984. Paraliparis nassarum ingår i släktet Paraliparis och familjen Liparidae. Inga underarter finns listade i Catalogue of Life.